# مقاطعة كاش (يوتا)
مقاطعة كاش (بالإنجليزية: Cache County)‏ هي إحدى مقاطعات ولاية يوتا في الولايات المتحدة الأمريكية. اعتبارًا من تعداد الولايات المتحدة لعام 2020، بلغ عدد السكان 133,154 نسمة، ومن المتوقع أن يصل إلى 140,173 نسمة في عام 2022. مركز المقاطعة وأكبر مدينة هي لوغان. ومقاطعة كاش هي واحدة من مقاطعتين مدرجتين في منطقة لوغان الحضرية، إلى جانب مقاطعة فرانكلين، أيداهو.